# بردلی جانسون
بردلی جانسون (انگلیسی: Bradley Johnson؛ زادهٔ ۲۸ آوریل ۱۹۸۷) یک بازیکن فوتبال اهل بریتانیا است.